# Odda (plaats)
Odda is een plaats in de Noorse gemeente Ullensvang in de provincie Vestland. Odda telt 5181 inwoners (2007) en heeft een oppervlakte van 3,44 km². Het is de hoofdplaats van de gemeente. Sinds 2004 heeft Odda de status van stad. Tot 1 januari 2020 was Odda de hoofdplaats van de gelijknamige gemeente in de toenmalige provincie Hordaland.
In de stad is industrie gevestigd sinds 1908. Het betreft hoofdzakelijk metallurgische industrie. Odda werd in 1927 bekend toen Erling Johnson, werknemer bij Odda Smelteverk, een procedé ontwikkelde voor de productie van kunstmeststoffen. Dit procedé kennen we nog steeds onder de naam het "Oddaprocedé".
De Folgefonntunnel verbindt sinds 2001 Odda met Kvinnherad. De Europese weg 134 (Haukelivegen) komt langs Røldal. Ook komt die over de Haukelifjell en verbindt het westelijke deel (Vestlandet) van Noorwegen met het oostelijke deel (Østlandet). De weg heeft diverse tunnels.